# Mimudea phoenicistis
Mimudea phoenicistis là một loài bướm đêm trong họ Crambidae.